# Sankt Eriks baner

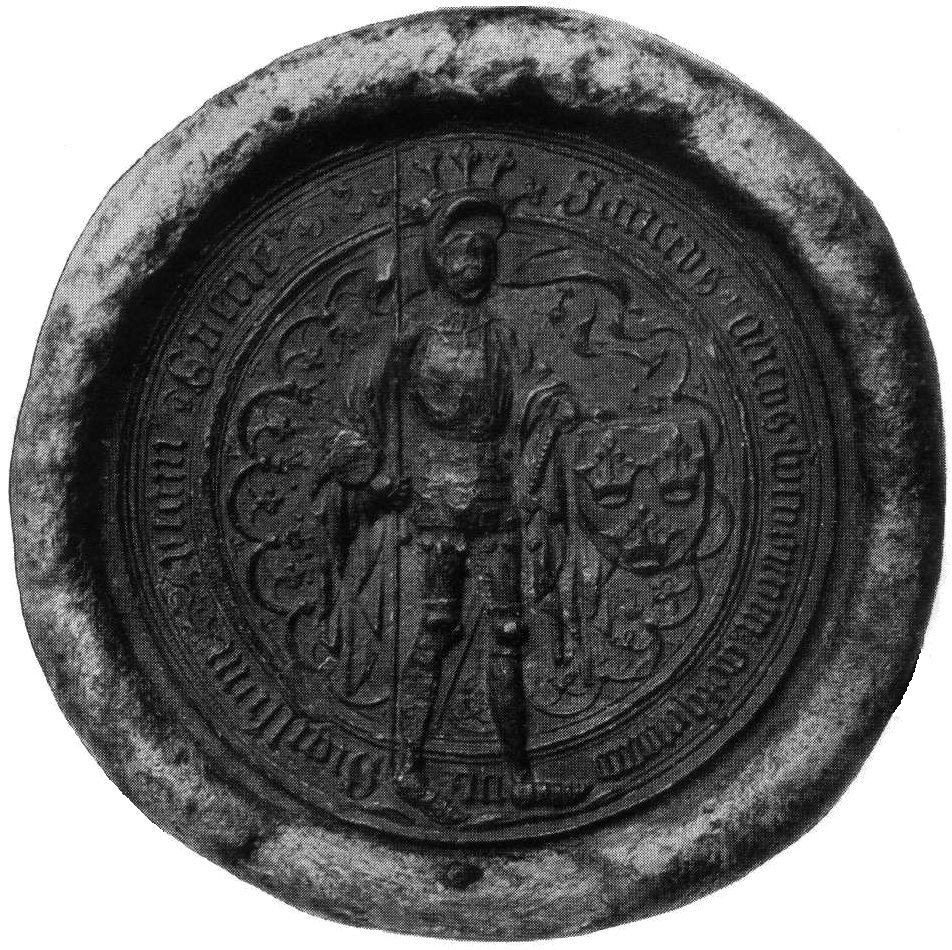
Avtryck av riksklämman, rikssigillet, möjligen med Sankt Eriks baner otydbart till höger kungen, till vänster i bild.

Sankt Eriks baner var ett svenskt baner namngett efter kung Erik den helige, Sveriges skyddshelgon, känt senast under 1490-talet. Baneret ska enligt uppgift ha välsignats av påven i Rom, varifrån det sedan fördes till Uppsala. År 1495 förberedde Sten Sture d. ä. ett krigståg mot ryssarna i motsvarande nuvarande Finland. Ärkebiskop Jakob Ulfsson anhöll att medföra det i Uppsala förvarade Sankt Eriks baner, vilket då fördes från Uppsala och nedsattes i Klara klosterkyrka, tillhörande Sankta Klara kloster, under stora högtidligheter. Sedan den tiden är baneret försvunnet.
På Historiska museet i Stockholm finns en sigillstämpel, Riksklämman. Dess graverade bild föreställer Sankt Erik, Sveriges skyddshelgon. Erik är klädd som en riddare från 1400-talet. Till vänster om håller han en sköld med det svenska riksvapnet. I den andra handen håller han en vimpelliknade fana, Sankt Eriks baner, som fladdrar ut bakom hans huvud. Under lyder den latinska texten: "Sigillum regni Svecie. Sanctus ericus svecorum gothorum rex" (svenska: "Sveriges rikes sigill. Den helige Erik, svears och götars konung.")